# Leucaspius delineatus
Leucaspius delineatus là một loài cá nước ngọt trong họ Cá chép (Cyprinidae). Đây hiện là loài duy nhất đặt trong chi Leucaspius. Các loài trước kia đặt trong chi này giờ đã được chuyển sang Ladigesocypris, Pseudophoxinus hay trở thành danh pháp đồng nghĩa của L. delineatus.

## Mô tả
L. delineatus là một loài cá mảnh mai với thân hình thon nhọn, dài 4 đến 6 cm (1,6 đến 2,4 in), hiếm khi dài quá 10 cm (3,9 in). Miệng cá vểnh lên trên. Đường ngang kéo dài 7-10 mảnh vảy kể từ nắp mang. Vây hậu môn ngắn, có 11-14 tia vây. Thân ánh bạc.

## Phân bố

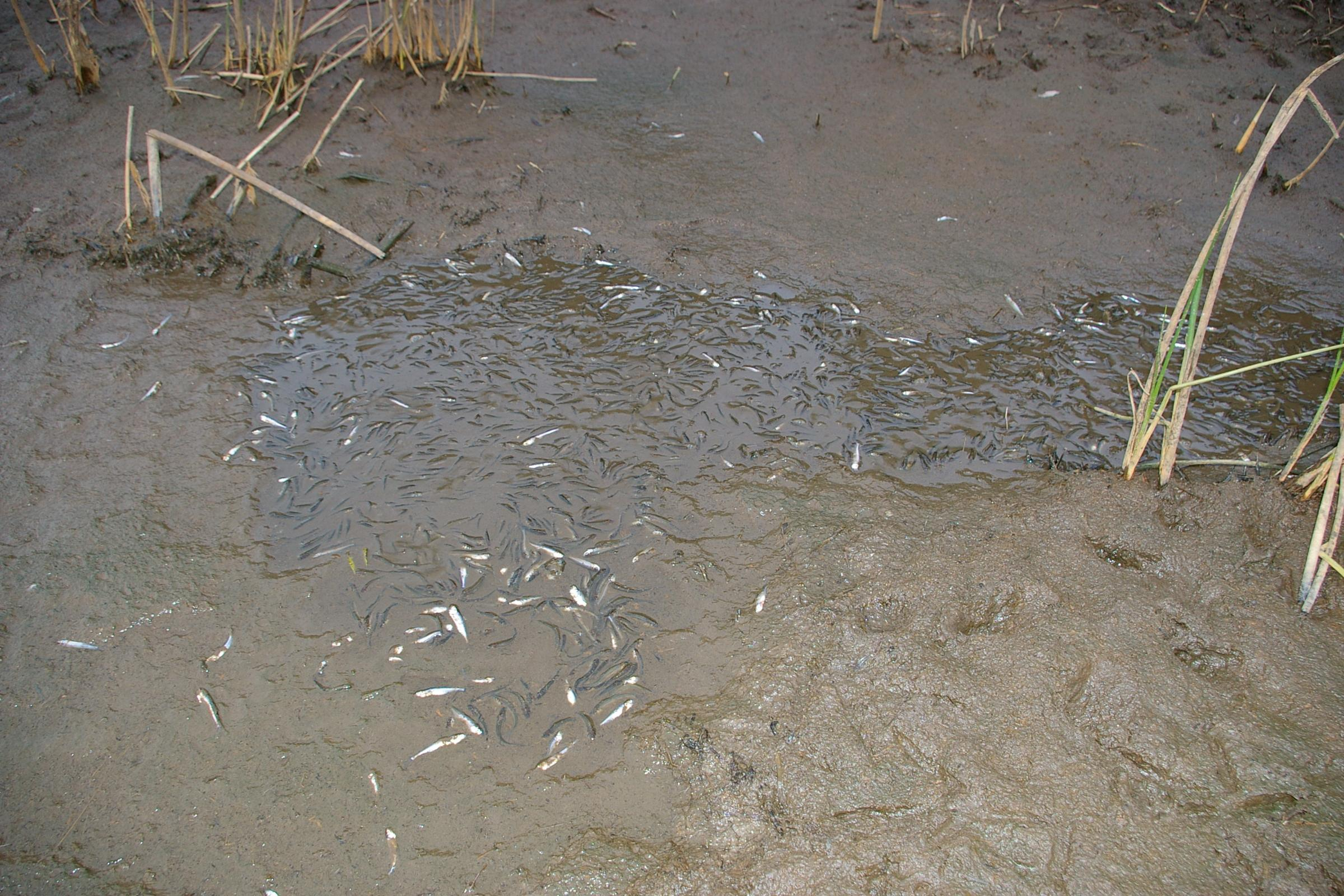
Cá non trong ao theo mùa đang cạn.

L. delineatus sống khắp vùng ôn đới của châu Âu lục địa và mon men đến Trung Á (vùng Kavkaz). Đánh dấu rìa nam phạm vi phân bố của loài này là dãy Pyrenees và vành đai Anpơ.
Trong tiếng Đức, loài này có tên gọi Moderlieschen. Dù từ này có thể được dịch từng chữ với nghĩa đại khái là "Lizzy mốc meo", đây thực ra là biến thể của một từ mà ngày nay vẫn hiện diện tại vài vùng ở Đức với dạng Mutterloseken, nghĩa đen "(thứ/con/vật) không mẹ". Cái tên này bắt nguồn từ việc trứng cá dính nhớt chịu được khô cạn lâu đáng kể và có thể bám lên cây thủy sinh hay chân thủy cầm rồi được đưa đến ao hồ nhỏ. Do đó, nhiều khi người ta bắt gặp L. delineatus trong ao nước sắp cạn khô mà không có cá cha mẹ, làm dấy lên nhiềm tin bằng chúng "không có mẹ".
Loài này đã được du nhập đến đảo Anh và có vẻ đã sinh sôi tại Avalon Marshes ở Somerset. Do L. delineatus hiện có thể là nguồn thức ăn quan trọng cho các loài chim ăn cá, nó có lẽ đã đóng vai trò nào đó trong lây truyền loài sán mới cho rái cá thường và chồn nâu châu Mỹ trong vùng.